# Новогригоровка (Краматорский район)
Новогриго́ровка — посёлок в Дружковской городской общине Краматорского района
Донецкой области Украины.

## Характеристика
- Начало строительства — середина XIX века.
- Площадь — 47 Га.
- Население — 384 чел.
- Расстояние от г. Дружковка — 10 км.
- Ближайшая железнодорожная станция — Дружковка.

## История
Президиум Верховного Совета Украинской ССР Указом от 23 мая 1978 года постановил в целях установления единого написания на русском языке населённых пунктов уточнить наименования поселка городского типа Новогригорьевка и впредь именовать его — Новогригоровка.

## Улицы посёлка
- Авангардная
- С.Есенина
- Калужская
- Н.Клименко
- Кооперативная
- Новороссийская
- Раздольная
- К.Симонова
- Строительная
- Школьная

## Объекты общественного значения
- Поссовет
- Контора совхоза «Новогригоровский»
- Школа 16
- Ясли-сад
- Столовая
- Почта
- Пасека